# Dalibor (opera)

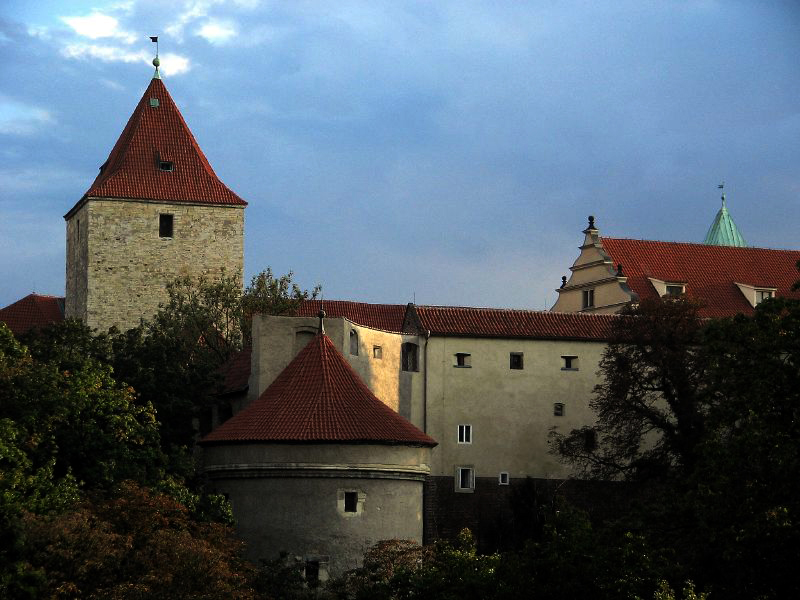
A prága vár Daliborka tornya

A Dalibor Bedřich Smetana háromfelvonásos történelmi operája. Az eredetileg német nyelvű librettót Josef Wenzig írta és Ervín Špindler fordította le cseh nyelvre. Smetana a művet 1866 és 1867 között komponálta. A bemutatójára 1868. május 16-án (vagy 15-én) került sor Prágában, az Újvárosi Színházban (amely a mai prágai Állami Operház helyén állt), Josef Jiří Kolár rendezésében, a zeneszerző vezényletével. Magyarországi bemutatója 1909. október 2-án volt az Operaházban, egy hét múlva még egyszer előadták, aztán örökre eltűnt a hazai repertoárról.
A zeneszerző törekedett arra, hogy egy valódi, jelentős cseh nemzeti operai műfajt teremtsen meg, a Dalibort ennek ellenére leginkább az a kritika érta, hogy túlságosan magán viseli a német operák, főként Richard Wagner stílusát. Az operának van egy közös vonása Ludwig van Beethoven Fideliojával is, mert mindkettőben a női főszereplő férfi ruhát ölt, hogy megmentse a hőst.

## Szereplők
| Szerep                              | Hangtípus | Bemutató szereposztása 1868. május 16. |
| ----------------------------------- | --------- | -------------------------------------- |
| Kozojedi Dalibor, cseh lovag        | tenor     | Jan Ludevít Lukes                      |
| II. Ulászló, király                 | bariton   | Josef Lev                              |
| Budivoj, a várőrség parancsnoka     | bariton   | Vojtěch Šebesta                        |
| Beneš, börtönőr                     | basszus   | Josef Paleček                          |
| Vítek, Dalibor zsoldosainak egyike  | tenor     | Antonín Balcar                         |
| Milada, a ploskovicei várgróf húga  | szoprán   | Emilie Benevic-Miková                  |
| Jitka, falusi lány Dalibor birtokán | szoprán   | Eleonora Ehrenbergů                    |
| Az egyik bíró                       | basszus   |                                        |
| Kórus: emberek, bírák, zsoldosok    |           |                                        |

## Cselekmény

### Történelmi háttér
A történet 1498 elején játszódik Prágában. A történet főhőse Kozojedi Dalibor cseh lovag, aki részt vett a ploskovicei felkelésben és menedéket adott egy körözött jobbágynak. Tettéért a prágai vár, később róla elnevezett Daliborka tornyába zárták, majd halálraítélték és kivégezték. A legenda szerint az ítéletre várva megtanult hegedülni, és olyan szépen játszott, hogy az emberek csoportokba verődtek a torony ablaka alatt, hogy játékát hallgathassák.

### Első felvonás
Dalibort a királyi bíróság elé állítják azzal a váddal, hogy meggyilkolta a ploskovicei várgrófot, bosszúból, amiért az kivégeztette a barátját, a zenész Zdeněket. Beidézik a várgróf hugát, Miladát, aki követeli a bűnös kivégzését. Amikor bevezetik Dalibort, a tömeg felemelkedik, hogy támogassa. Amikor Dalibor elmondja, hogy hogyan fogták el és ölték meg a barátját, a bíróság megenyhül és életfogytiglani börtönre módosítja a halálbüntetést. Milada rájön, hogy beleszeretett Daliborba és összefog Jitkával, az árva, falusi lánnyal, aki Dalibor birtokán él és a lovag jó barátja, hogy kiszabadítsák.

### Második felvonás
A zsoldosok táborában Jitka és szeretője, Vítek Dalibor kiszabadítását tervezgetik. Ezalatt Milada, férfi ruhába bújva munkát vállal a börtönben. Elbűvöli Benešt, a börtönőrt és ráveszi, hogy engedje be Dalibor cellájába. Odaadja a lovagnak néhai barátja hegedűjét. A lovag álmodozik, és kezdetben úgy gondolja, Milada szeretett barátjának Zdeněknek a reinkarnációja. Aztán egy szenvedélyes duettben énekelnek örömükről, hogy megtalálták egymást.

### Harmadik felvonás
Dalibor a börtönben várja a menekülést (ekkor énekli híres dalát, a Dal a szabsághozt), de rossz érzése támad, amikor Zdeněk hegedűjének egyik húrja elpattan. A Beneš megvesztegetésére tett kísérlet azonban meghiúsul, és a börtönőr tájékoztatja a királyt a szökési kísérletről. Tanácsnokainak tanácsát követve a király elrendeli Dalibor kivégzését. Milada, aki a börtön falán kívül várakozik, hallja a kivégzés miatt félrevert harangokat. Követői kíséretében betör a várba és kiszbadítja Dalibort, de közben halálos sebet kap. Dalibor karjaiban hal meg. A lovag ezután leszúrja magát, hogy a sírban egyesüljön szerelmével. Egy alternatív befejezés szerint Dalibort kivégzik, mielőtt Milada megmenthetné, ezért a leány lesz öngyilkos.

## Fordítás
Ez a szócikk részben vagy egészben a Dalibor (opera) című angol Wikipédia-szócikk ezen változatának fordításán alapul.  Az eredeti cikk szerkesztőit annak laptörténete sorolja fel. Ez a jelzés csupán a megfogalmazás eredetét és a szerzői jogokat jelzi, nem szolgál a cikkben szereplő információk forrásmegjelöléseként.

## További hivatkozások
- Bedřich Smetana: Dalibor. International Music Score Library Project. (Hozzáférés: 2019. június 26.)